# Sędzia Di
Sędzia Di – postać literacka, bohater chińskich opowieści detektywistycznych i serii kryminałów Roberta van Gulika. Wzorowany jest na postaci żyjącego w VII wieku urzędnika Di Renjie oraz na anonimowej powieści z XVIII wieku pt. „Di Gong An” (chiń. 狄公案; pinyin Dí gōng àn; dosł. „Sprawy sędziego Di”).
Powieściowy sędzia Di, podobnie jak jego pierwowzór, pochodzi z Taiyuan i robi błyskotliwą karierę w administracji. Pełni funkcję sędziego pokoju w licznych fikcyjnych okręgach (Peng-lai, Han-yuan, Poo-yang, Lan-fang, Pei-chow), stojąc na straży porządku i sprawiedliwości, a czasem wręcz broniąc granic cesarstwa. Jest wszechstronnie wykształcony, sprawny fizycznie, potrafi także się przebierać i infiltrować środowiska przestępcze. 
Van Gulik nadał swemu bohaterowi bardziej ludzkie oblicze niż w opowieściach chińskich – sędzia Di bywa omylny, ma chwile słabości, nie polega na siłach nadprzyrodzonych, a wyłącznie na dowodach i sile rozumowania. Jest wyznawcą konfucjanizmu, krytycznie odnosi się zaś do taoizmu i buddyzmu. Interesuje się sztuką i literaturą, prowadzi ustabilizowane życie rodzinne.
W ostatnich częściach serii Di Renjie awansuje i przenosi się do stolicy - zostaje przewodniczącym sądu stołecznego, potem głównym śledczym cesarstwa. Jednak nawet wtedy zajmuje się zagadkami kryminalnymi. Jego postać jest azjatyckim odpowiednikiem Sherlocka Holmesa czy Herkulesa Poirota.
Powieści i opowiadania poświęcone sędziemu Di przygotowywali także inni pisarze, np. Francuz Frédéric Lenormand.